# Most tisočletja, Gateshead
Most tisočletja, Gateshead je nagibni most (vrsta dvižnega mostu za pešce in kolesarje, ki se razteza čez reko Tyne med umetniško četrtjo Gateshead na južnem bregu in območjem Newcastle upon Tyne's Quayside na severnem bregu. To je bil prvi nagibni most, ki je bil kdaj zgrajen. Nagrajeno  strukturo, ki je bila odprta za javno uporabo leta 2001, sta zasnovala in oblikovala arhitekturna praksa WilkinsonEyre in gradbeno inženirsko podjetje Gifford. Most se zaradi njegove oblike in načina nagibanja včasih imenuje mežikajoči most. Most tisočletja je dvajseti najvišji objekt v mestu in je nižji od sosednjega mostu čez Tyne.

## Zgodovina

### Zgodovinski kontekst
Most tisočletja, Gateshead je del dolge zgodovine mostov, zgrajenih čez reko Tyne, od katerih je bil najzgodnejši zgrajen v srednjem veku. Ko je med industrijsko revolucijo in viktorijansko dobo zaradi dostopnega pristanišča rasla industrija na pomolu, je območje postalo uspešnejše. Vendar pa je industrija vzdolž reke Tyne po drugi svetovni vojni upadla in pomol je propadal v 1980-ih. To je spodbudilo obnovitvene dejavnosti v Newcastlu in Gatesheadu, začenši z izgradnjo okrožnih sodišč Newcastle na bregu reke. Leta 1995 je svet Gatesheada oblikoval načrte za razvoj novega centra sodobne umetnosti, Baltskega centra za sodobno umetnost, in potreba po brvi, ki bi povezala obe mesti, je postala očitnejša.

### Priprava
Svet Gatesheada je leta 1996 razpisal natečaj za načrtovanje novega mostu, ki bi povezal Gateshead z Newcastlom, prvega mostu, ki je bil zgrajen na reki Tyne v več kot 100 letih. Most bi bil del regeneracije na obeh straneh reke Tyne in bi zagotavljal prehod med novimi poslovnimi stavbami in stanovanji, zgrajenimi v Newcastlu, ter kulturnim in prostočasnim razvojem v Gatesheadu. Omogočil bi tudi 1,6 km krožno sprehajališče okoli Quaysidea. Čeprav se je rečni promet do 21. stoletja zmanjšal, sta mesti Gateshead in Newcastle še vedno nameravali obdržati podobo reke Tyne kot delujoče reke. Oglas za natečaj je bil objavljen v reviji New Civil Engineer z navedbo: »Iščemo oblikovalske ekipe, ki lahko ustvarijo osupljiv, a praktičen nivojski prehod čez reko, ki ustreza temu zgodovinskemu okolju, je odprt za ladijski promet in je dovolj dober za zmago Financiranje Millennium Commission«. Bilo je več kot 150 predlogov in prebivalci Gatesheada so glasovali za svojega favorita v ožjem izboru šestih arhitekturnih ekip. WilkinsonEyre in Gifford and Partners sta prejela nagrado februarja 1997, svetnik Gatesheada Mick Henry pa je pripomnil, da je dizajn »nekaj zelo posebnega«.
Do julija 1997 je bil končni načrt v pripravi za predložitev komisiji, da bi zagotovili financiranje. Most, ki je prvi nagibni most na svetu, je na koncu stal 22 milijonov funtov s financiranjem Millennium Commission, Evropskega sklada za regionalni razvoj, English Partnerships, East Gateshead Single Regeneration Budget in Gateshead Council. Do te točke ime mostu še ni bilo določeno. Prvotno predlagano ime Baltic Millennium Bridge (v zvezi s sosednjim baltskim centrom za sodobno umetnost na strani Gatesheada) je nasprotoval mestni svet Newcastla. Kot odgovor se je Svet Gatesheada leta 1998 odločil za končno ime Gateshead Millennium Bridge, kar je povzročilo stalen spor med obema svetoma.

### Otvoritev
Svet Gateshead je prvotno napovedal, da bo most odprt septembra 2000, vendar je bil dokončan šele septembra naslednje leto. Prvi nagib se je zgodil 28. junija 2001 pred 36.000 gledalci. Za javnost so ga odprli 17. septembra 2001 pred večtisočglavo množico. Most se je dvignil ob 14. uri, da bi omogočila prvi javni prehod, in prvi ljudje, ki so prestopili, so od Sveta prejeli spominsko medaljo. Most je posvetila kraljica Elizabeta II 7. maja 2002 med svojo turnejo ob zlatem jubileju. Spominska plošča, ki jo je odkrila kraljica, se glasi: »Gateshead Millennium Bridge. Odprlo njeno veličanstvo kraljica 7. maja 2002.« Pred formalno večerjo v Baltskem centru za sodobno umetnost je kraljica dejala: »Danes vidim oprijemljive znake odločenosti vseh v tej regiji, da ustvarijo novo prihodnost. Bilo je toliko osebnih dejanj prijaznosti, zlasti med zadnja dva meseca imam zdaj priložnost, da izrazim svojo hvaležnost ljudem severovzhoda«.

## Zgradba

### Oblikovanje
Most Tisočletja Gateshead je bil zgrajen tako, da izpolnjuje naslednje glavne konstrukcijske omejitve: most mora biti med visokimi spomladanskimi plimami 4,5 metra nad gladino reke, ko je zaprt; nič se ne sme graditi na obali Gateshead; krov mora imeti naklon 1:20, da omogoči dostop invalidom. Most je sestavljen iz dveh jeklenih lokov – ploščadi, ki deluje kot steza za pešce in kolesarje, in nosilnega loka. Most je bil zasnovan tako, da je čim lažji, da omogoča enostavno odpiranje in zapiranje, tako da sta oba loka lažja proti sredinskemu razponu kot pri tečajih. Plošča za pešce in kolesarje je parabolične oblike z 2,7 metra navpičnim pregibom. Razdeljen je na dve ločeni poti na različnih ravneh za različne načine prevoza, ločeni z "živo mejo" iz nerjavečega jekla s prostori za sedenje in stopnicami, razporejenimi povsod. Podporni lok je tudi parabola, oblikovana tako, da se ujema z obliko mostu čez Tyne gorvodno. Oba loka sta povezana z 18 visečimi kabli, ki zagotavljajo stabilnost ljudem, ki prečkajo most.
Šest hidravličnih batov (trije na vsaki strani) nagne celoten 850.000 kg težak most kot eno samo strukturo, kar pomeni, da ko se podporni lok spusti, se krov za pešce dvigne in ustvari 25 metrov prostora za rečni promet, ki potekal spodaj. Most potrebuje približno štiri minute, da se obrne za polnih 40° od zaprtega do odprtega in se premika s hitrostjo 18 mm na sekundo. Zasnova je tako energetsko učinkovita, da je aprila 2017 stala le 3,96 GBP na odprtino. Videz mostu med tem manevrom je pripeljal do tega, da je dobil vzdevek »mežikajoči most« in je utrdil njegov sloves, da ni le funkcionalen del infrastrukture, temveč spektakel sam po sebi. Vrtenje mostu se uporablja tudi kot samočistilni mehanizem, saj se smeti, zbrane na krovu, valijo proti pastem, zgrajenim na obeh koncih.
Sistem razsvetljave, ki so ga zasnovali Jonathan Spiers in sodelavci, se ponoči uporablja za privlačno osvetlitev mostu, ne da bi povzročil svetlobno onesnaženje, saj so kabli pretanki, da bi bili vidni ali ponoči odbijali svetlobo. Lučke med tednom svetijo belo, čez vikend pa v različnih barvah. Zelene in rdeče diode LED se podnevi uporabljajo za opozarjanje kolesarjev in pešcev na odpiranje in zapiranje mostu.
- Bližnji posnetek loka za pešce in kolesarje, medtem ko se most nagiba.
- Hidravlični bati omogočajo, da se most popolnoma nagne in odpre v približno 4 minutah.
- Most tisočletja Gateshead je ob mraku osvetljen vijolično. Luči na mostu se čez vikend spreminjajo v barvah.

## Regionalni in kulturni pomen
Most tisočletja Gateshead je ohranil svoj status pomembne lokalne znamenitosti in turistične atrakcije, ki ni bila zgrajena samo za razvoj lokalnega območja, temveč tudi za vzpostavitev lokalnega ponosa. Je ena od številnih kulturnih znamenitosti na Gateshead Quays, vključno z Baltskim centrom za sodobno umetnost in Sage Gateshead. Občasno se odpre za obiskovalce in za pomembne dogodke, kot sta Severna dirka čolnov in Cutty Sark Tall Ships' Race. Most se prižge tudi ob praznovanjih ali posvetih. Na primer, 4. julija 2020 je bil osvetljen modro kot del kampanje 'Light it Blue' ob praznovanju 72. obletnice NZS in njenih prispevkov med pandemijo COVID-19. Aprila 2020 je bil tudi zeleno prižgan kot priznanje socialnim delavcem.
Most je bil predstavljen v filmu in na televiziji, vključno z BBC-jevo TV dramo 55 Degrees North in britanskim filmom iz leta 2005 Goal!. 17. julija 2005 je Spencer Tunick uporabil most v umetniški instalaciji, kjer se je 1700 ljudi golih zbralo in jih fotografiralo okoli mostov Tisočletja in Tyne ter Baltskega centra za sodobno umetnost. Most je bil leta 2000 upodobljen na prvovrstni znamki, leta 2007 pa je Kraljeva kovnica izdelala kovanec za funt, ki prikazuje most.

## Nagrade
Most tisočletja Gateshead je prejel skupno 25 nagrad za dizajn in razsvetljavo. Za gradnjo mostu je arhitekt WilkinsonEyre leta 2002 prejel Stirlingovo nagrado Kraljevega inštituta britanskih arhitektov (Royal Institute of British Architects (RIBA)). To je bila nekoliko kontroverzna odločitev; čeprav so sodniki RIBA most opisali kot »resnično junaško inženirsko in gradbeno delo«, je med udeleženci podelitve nagrad potekala razprava o tem, ali se šteje tudi za arhitekturo, pri čemer so nekateri navajali dejstvo, da ni bila stavba. Vendar pa je Jim Eyre iz WilkinsonEyre trdil, da je podvig prestopil mejo arhitekture. WilkinsonEyre in Gifford sta leta 2003 osvojila tudi nagrado IStructE Supreme Award. Most je bil leta 2002 nagrajen z nagrado British Constructional Steelwork Association Structural Steel Design Award. Leta 2005 je most prejel nagrado za izjemno konstrukcijo Mednarodnega združenja za mostno in strukturno inženirstvo.